# Lilongwe
Lilongwe è la capitale e la città più grande del Malawi, nonché capoluogo della Regione Centrale. Si trova nel sud-ovest del Paese, sul fiume omonimo, a ovest del fiume Malawi, vicino alla frontiera tra Malawi, Mozambico e Zambia. Secondo il censimento del 2018 è abitata da 989 318 persone.
Lilongwe è suddivisa in una Città Nuova, in gran parte pianificata (in cui si trovano i grandi alberghi, le ambasciate, gli uffici governativi e delle compagnie aeree, e così via) e una Città Vecchia, più pittoresca (in cui si trovano i mercati, i caffè, i ristoranti, e le stazioni degli autobus). Fra i luoghi di interesse, si possono citare il variopinto mercato in Malangalanga Road e il santuario naturale in Kenyatta Road.

## Geografia fisica

### Clima
Il clima di Lilongwe è di tipo subtropicale umido (Cwa nella classificazione climatica di Köppen), con però caratteristiche proprie del clima oceanico (Cwb), con estati relativamente calde e inverni miti. Per via dell'altitudine, le temperature sono più basse di quelle della maggior parte delle altre città situate nella fascia tropicale. Localmente la stagione delle piogge è breve e va da dicembre a marzo, mentre gli altri mesi sono poco piovosi; l'inverno va da aprile ad agosto, mentre l'estate va da settembre a novembre.
| Lilongwe (1961-1990)  | Mesi | Mesi | Mesi | Mesi | Mesi | Mesi | Mesi | Mesi | Mesi | Mesi | Mesi | Mesi | Stagioni | Stagioni | Stagioni | Stagioni | Anno |
| Lilongwe (1961-1990)  | Gen  | Feb  | Mar  | Apr  | Mag  | Giu  | Lug  | Ago  | Set  | Ott  | Nov  | Dic  | Inv      | Pri      | Est      | Aut      | Anno |
| --------------------- | ---- | ---- | ---- | ---- | ---- | ---- | ---- | ---- | ---- | ---- | ---- | ---- | -------- | -------- | -------- | -------- | ---- |
| T. max. media (°C)    | 24,8 | 24,9 | 24,7 | 24,7 | 23,2 | 22,0 | 21,4 | 22,6 | 25,9 | 27,4 | 27,3 | 25,6 | 25,1     | 24,2     | 22,0     | 26,9     | 24,5 |
| T. media (°C)         | 21,2 | 21,1 | 21,1 | 20,2 | 18,3 | 16,2 | 16,1 | 17,3 | 20,6 | 22,4 | 22,9 | 21,8 | 21,4     | 19,9     | 16,5     | 22,0     | 19,9 |
| T. min. media (°C)    | 18,2 | 17,7 | 17,3 | 15,8 | 13,1 | 10,1 | 9,9  | 11,1 | 13,8 | 16,8 | 18,5 | 18,3 | 18,1     | 15,4     | 10,4     | 16,4     | 15,1 |
| T. max. assoluta (°C) | 33   | 32   | 31   | 30   | 30   | 28   | 29   | 31   | 33   | 34   | 34   | 33   | 33       | 31       | 31       | 34       | 34   |
| T. min. assoluta (°C) | 13   | 12   | 11   | 7    | 3    | −1   | −3   | −1   | −3   | 9    | 12   | 12   | 12       | 3        | −3       | −3       | −3   |
| Precipitazioni (mm)   | 223  | 187  | 128  | 44   | 12   | 1    | 0    | 0    | 1    | 10   | 63   | 199  | 609      | 184      | 1        | 74       | 868  |
| Giorni di pioggia     | 18   | 16   | 15   | 8    | 4    | 1    | 1    | 1    | 0    | 2    | 8    | 17   | 51       | 27       | 3        | 10       | 91   |

## Storia
Lilongwe nacque come piccolo insediamento sulle sponde del fiume Malawi e divenne un piccolo centro di amministrazione coloniale britannico all'inizio del XX secolo. Essendo un punto nevralgico tra le strade del nord e del sud del paese, nonché una delle principali vie d'accesso all'allora Rhodesia del Nord (l'odierno Zambia), Lilongwe divenne ben presto la seconda città malawiana con più abitanti. Il centro abitato assunse il titolo di città nel 1947 come centro commerciale e amministrativo e divenne capitale nel 1974, succedendo a Zomba (l'attuale quarta città del Malawi per popolazione). Nonostante Lilongwe sia divenuta con il passare del decenni la città malawiana più popolata (a seguito della sua nomina a capitale), la maggior parte delle attività commerciali del Malawi si svolgono ancora nella città di Blantyre, la seconda più popolata del paese.

## Società

### Evoluzione demografica
| Anno | Popolazione |
| ---- | ----------- |
| 1977 | 98.718      |
| 1987 | 223.318     |
| 1998 | 435.964     |
| 2008 | 866.272     |
| 2009 | 902.388     |
| 2018 | 989.318     |

### Etnie
Secondo il censimento del 2018, il 42,28% degli abitanti di Lilongwe è di etnia Chewa, che costituisce il gruppo etnico più numeroso nella città. Il secondo gruppo etnico più numeroso è quello degli Ngoni, con il 17,13% della popolazione. Altri gruppi etnici minoritari sono i Lomwe (14,48% della popolazione), i waYao (12,11%), i Tumbuka (6,46%), i Mang'anja (1,86%), i Sena (1,78%), i Tonga (1,56%), i Nyanja (0,67%), gli Nkhonde (0,63%), i Lambya (0,35%) e i Sukwa (0,04%); ulteriori etnie ammontano complessivamente allo 0,64% della popolazione cittadina.

### Religione
L'organo religioso maggiormente rappresentato a Lilongwe è la Chiesa presbiteriana dell'Africa Centrale, con il 23,15% della popolazione. Il cattolicesimo, professato dal 17,28% degli abitanti della città, costituisce il secondo credo più importante. Altre religioni minoritarie includono la religione avventista del settimo giorno, il battismo e la religione apostolica con un 10,35% complessivo, la religione pentacostale con l'8,6%, la religione anglicana con il 2,31%, le forme di cristianesimo diverse dal cattolicesimo con un 21,67% complessivo, l'Islam all'11,12%, la religione tradizionale locale allo 0,34% e le altre religioni al 3,38 %; l'1,73% della popolazione si dichiara invece atea o agnostica.

## Cultura
L'Università del Malawi, situata a Lilongwe, fu fondata nel 1964. Nella città ci sono inoltre 38 istituti privati di scuola primaria (come Bedir Star International School e Bishop Mackenzie International School) e 66 istituti pubblici di scuola primaria, per un totale di 103 602 alunni; esistono inoltre 29 istituti di scuola secondaria, per un totale di 30 795 alunni.
Lilongwe è inoltre sede dell'Università dell'Agricoltura, il più importante ateneo del Malawi, sebbene la sede principale dell'università si trovi a Blantyre.

## Geografia antropica
La città ha numerosi quartieri conosciuti come "Aree"; queste sono numerate da uno a cinquanta, in funzione dello sviluppo urbanistico della città e della conseguente nascita di nuovi quartieri. Il centro della città ("City Centre") non è numerato. Le aree più importanti sono:
- Il centro città, City Centre è la zona più moderna e sviluppata di Lilongwe. In questa zona sorgono molte banche, come Standard Chartered, la Banca nazionale del Malawi, NedBank, la Banca centrale del Malawi, ambasciate, hotel, sedi di compagnie aeree (come la South African Airlines, l'Ethiopian Airlines, British Airways, Kenya Airways) e sedi amministrative di aziende multinazionali.
- L'area 2, che comprende la zona più anticamente urbanizzata (Old Town), a nord dell'autostrada A1. Vicina al centro città, è una zona fortemente industrializzata e frequentata soprattutto dai residenti locali. In essa sono presenti molti negozi di vestiti, negozi di genere alimentare, ristoranti di cucina occidentale, negozi di materiali per l'edilizia, eccetera. In questa zona viene organizzato il principale mercato della città; vi sorgono inoltre due importanti moschee e una stazione di minibus.
- L'area 3 e l'area 9, sempre parte dell'Old Town, ad est dell'A1. Sulle sponde orientali del Lilongwe sorgono zone residenziali per la classe borghese, bar per ristoranti stranieri, hotel di fascia medio-alta, negozi, ristoranti e cliniche private.
- L'area 47: in questa zona risiede l'African Bible College e il suo ospedale, fondato da sacerdoti missionari, dove medici prevalentemente statunitensi offrono prestazioni mediche a basso prezzo. Sorge in quest'area anche il piccolo stadio sportivo Silver Stadium.
- Le aree 6, 12, 11, 43, 10 e 44 sono poco densamente popolate. Le aree 15 e 18 hanno una media densità di popolazione; nell'area 15, in particolare, si trovano circa 250 abitazioni della classe media.

Se le aree summenzionate sono piuttosto moderne, relativamente ricche e con bassi livelli di criminalità, nei restanti settori della città la popolazione vive in scarse condizioni igienico-sanitarie e spesso sotto la soglia di povertà; nelle case dei quartieri più poveri mancano spesso elettricità ed acqua potabile.

## Economia
Mentre Blantyre è considerabile la capitale commerciale del Malawi, l'economia di Lilongwe è strettamente legata alle funzioni governative e alle istituzioni pubbliche. La principale zona industriale di Lilongwe prende il nome di Kanengo ed è situata nel nord della città; qui sorgono fabbriche deputate alla lavorazione degli alimenti, depositi di tabacco, depositi di arachidi e altre attività nell'ambito dell'industria alimentare. Le maggiori attività economiche della città sono legate alla finanza, all'attività bancaria, all'edilizia, ai trasporti, alla pubblica amministrazione, al turismo e alla lavorazione (anche manuale) del tabacco.

## Infrastrutture e trasporti
La città dispone di un aeroporto che la collega alle principali città dell'Africa australe e orientale (in particolare Johannesburg). Lilongwe è inoltre provvista di un servizio ferroviario per il trasporto delle merci ad opera della Malawi Railways e di un servizio di autobus fornito dalla Shire Bus Lines. Sono in funzione servizi di trasporto mediante autobus e minibus nella zona Old Town, nel centro città, verso l'aeroporto internazionale Kamuzu e verso altre città del Malawi, come Mzuzu e Blantyre.
È attivo anche il trasporto mediante taxi con postazioni prevalentemente fuori dagli hotel e lungo la strada presidenziale (Presidential Way), nella parte nord dell'area commerciale City Centre Shopping Centre. Il traffico risulta spesso congestionato nella maggior parte delle zone della città, di conseguenza gli abitanti locali scelgono di spostarsi a piedi o in bicicletta.
L'aeroporto internazionale Kamuzu, situato circa 35 km a nord di Lilongwe nella località di Lumdazi, offre voli per il Sudafrica, per il Kenya, per Dubai e per l'Etiopia.

## Amministrazione

### Gemellaggi
- Taipei (dal 1984)[5]
- Lusaka (dal 2004)[6]